# Kerekharaszt
Kerekharaszt là một thị trấn thuộc hạt Heves, Hungary. Thị trấn này có diện tích 14,5 km², dân số năm 2010 là 726 người, mật độ 50 người/km².